# Amor vincit omnia
Amor vincit omnia (Liefde overwint alles) is een schilderij van Caravaggio uit 1601-02. Het wordt tentoongesteld in de Gemäldegalerie in Berlijn.

## Voorstelling
Een naakte Cupido met donkere vleugels zit op een hemelbol en tafel die grotendeels bedekt zijn door een tafelkleed. Hij ziet eruit als een jongen van ongeveer twaalf jaar oud. Rondom hem ligt een groot aantal voorwerpen (muziekinstrumenten, een muziekboek, een passer, een winkelhaak, een kroon, een staf, een boek met een ganzenveer, een lauwerkrans en onderdelen van een harnas). In zijn rechterhand houdt hij een boog en twee pijlen: een rode (eigenlijk gouden) die liefde oproept en een zwarte (lood) die deze uitdooft. Zijn hoofd is naar links gekanteld en zijn linkerhand houdt hij op de rug. Zijn houding lijkt onstabiel, alleen zijn grote vleugels lijken ervoor te zorgen dat hij niet valt. Zijn benen zijn zo wijd gespreid dat zelfs het kruis zichtbaar is. De vuile teennagels zijn een typisch realistisch detail.
Caravaggio gebruikte een contrastrijk clair-obscur, waardoor de liefdesgod bijzonder driedimensionaal lijkt. Kleuren zoals bruin, olijf en caput mortuum (violet getint rood) domineren het doek.
Het motief van de zegevierende Cupido vindt zijn oorsprong in de triomf van Eros over Pan. Volgens de traditionele interpretatie staat de naam Pan voor “alles”. Liefde overwint dus alles, zoals de Latijnse titel Amor vincit omnia ook aangeeft. De pees van de boog is gebroken, het wapen heeft zijn doel gediend. De veroverde Pan wordt vertegenwoordigd door de symbolen van wereldlijke macht, kunst en wetenschap. Dit maakt de boodschap van de almacht van de liefde tijdlozer en gemakkelijker te begrijpen.  
De Latijnse titel gaat terug op een ecloge van Vergilius: Omnia vincit amor: et nos cedamus Amori! (Amor overwint alles; laten we ons onderwerpen aan Amor!)

## Geschiedenis
Markies Vincenzo Giustiniani was de opdrachtgever van het schilderij. Mogelijk is het schilderij een allegorie op de opdrachtgever, die geïnteresseerd was in kunst en wetenschap en wiens familie over het eiland Chios had geheerst. Toen de verzameling van de familie Giustiniani in 1815 op de markt kwam, kocht de Pruisische koning Frederik Willem III het belangrijkste deel de collectie, waaronder dit schilderij van Caravaggio om te onderstrepen dat Berlijn een belangrijk cultureel centrum was geworden.
In een open brief aan de Gemäldegalerie in 2014 werd het schilderij van de jongen veroordeeld als aanstootgevend wegens de obsceniteit van de scène en de leeftijd van het model. Er werd geëist dat de afbeelding niet meer voor het publiek te zien zou zijn. Museumdirecteur Bernd Lindemann verwierp de aantijgingen resoluut, daarbij verwijzend naar artistieke vrijheid, en noemde de gestelde eisen absurd. Het schilderij werd niet uit het museum verwijderd.

## Afbeeldingen

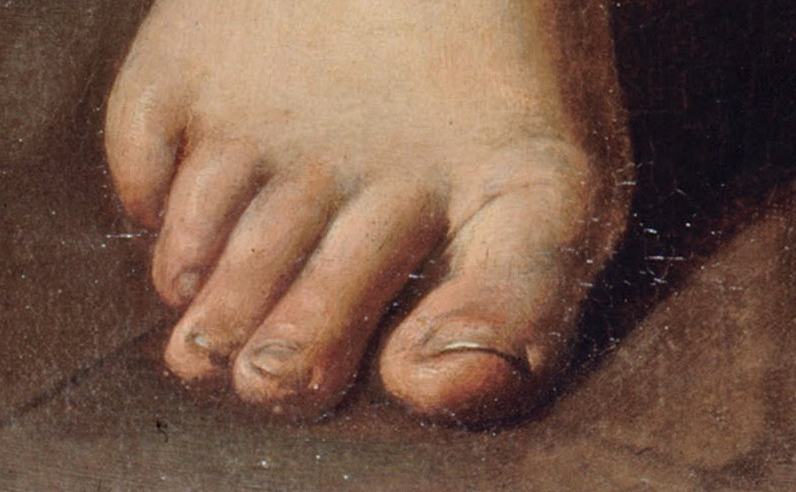
Detail
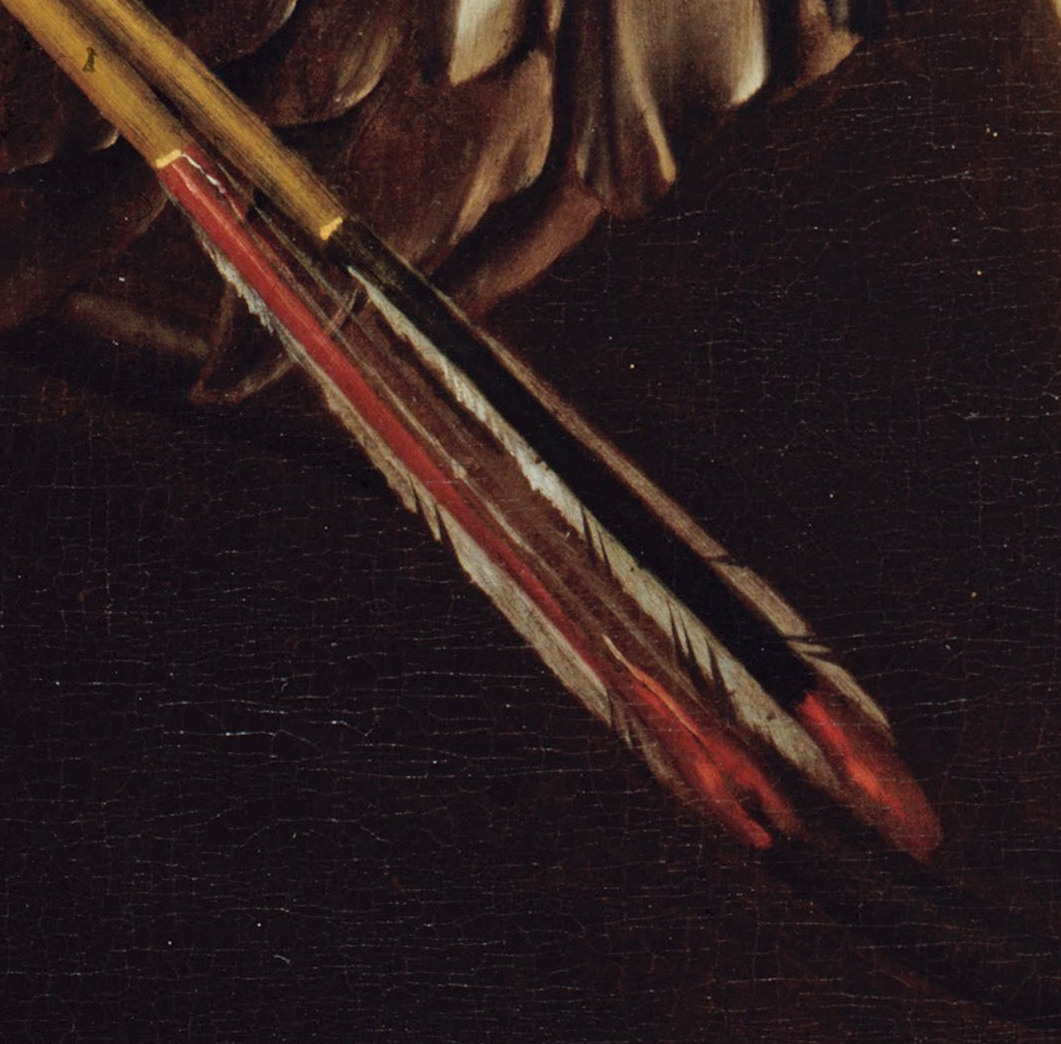
Detail
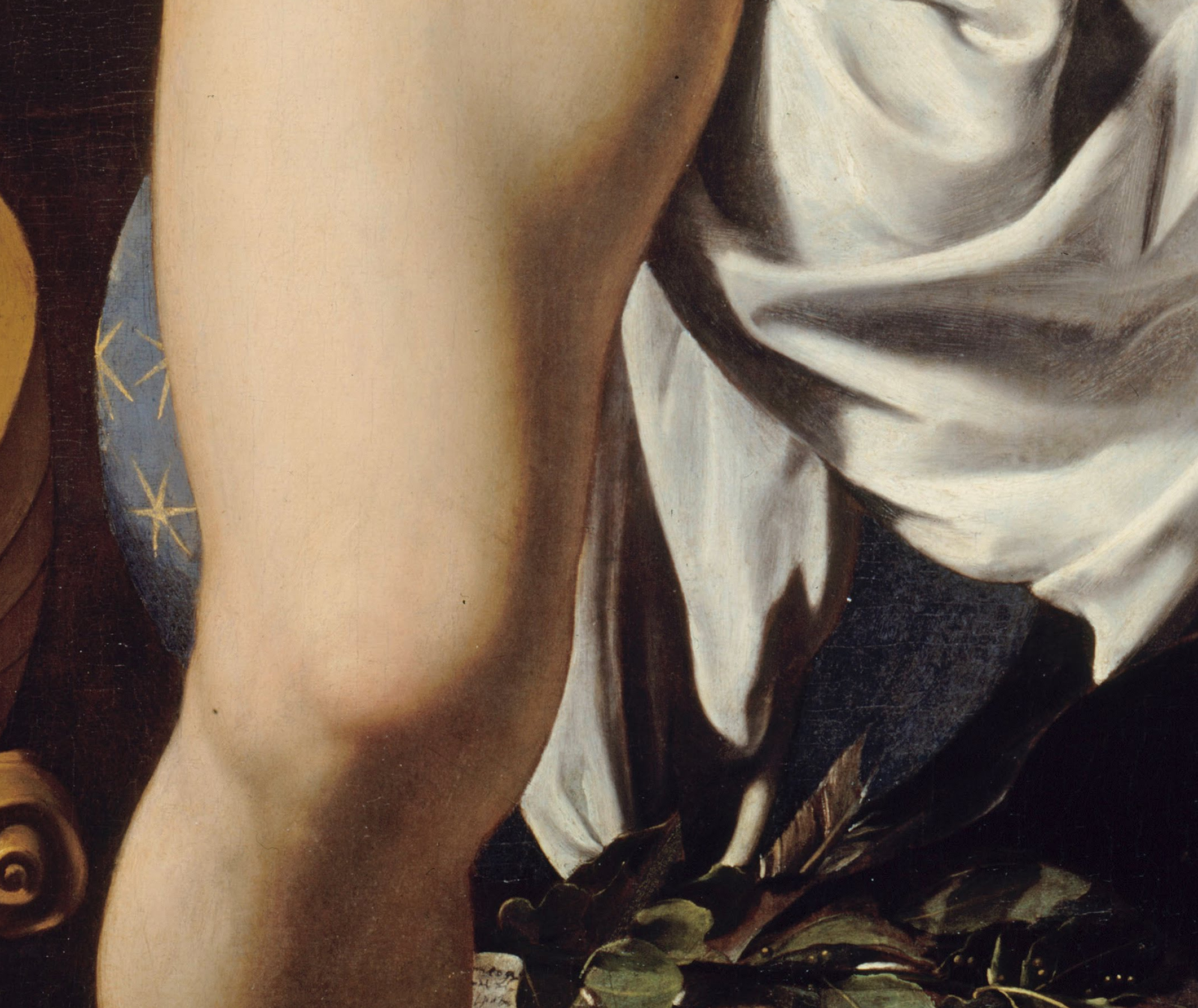
Detail